# Murina puta
Murina puta е вид бозайник от семейство Гладконоси прилепи (Vespertilionidae). Видът е почти застрашен от изчезване.

## Разпространение
Разпространен е в Провинции в КНР и Тайван.